# Ангарский завод катализаторов и органического синтеза
АО «Анга́рский заво́д катализа́торов и органи́ческого си́нтеза» (АО «АЗКиОС») — российское предприятие по производству катализаторов, адсорбентов, носителей для катализаторов, осушителей и цеолитов, а также продукции органического синтеза. Расположено в городе Ангарск Иркутской области. По состоянию на 30.06.2015 года организационно-правовая форма — акционерное общество, основной акционер — Ангарская нефтехимическая компания (99,99999242 % в уставном капитале). Предприятие входит в группу НК «Роснефть».

## История
Завод ведёт свою историю с центральной лаборатории Комбината №16 (нефтехимический комбинат), созданной в 1951 году. По мере расширения лаборатории она стала в 1952 году катализаторной фабрикой комбината, а в 1967 году - опытным заводом.
Как самостоятельный «Завод катализаторов и опытных установок» организован 8 июля 1985 года, а с 1 сентября 1992 года - «Завод катализаторов и органического синтеза».
С 1997 года - ОАО «Ангарский завод катализаторов и органического синтеза» («АЗКиОС»).
За 50 лет работы заводом был освоен выпуск более ста наименований катализаторов различных типов. При этом катализаторы показывали эксплуатационные характеристики: так например, катализатор изомеризации ксилолов КИ-16М проработал на Новополоцком НПЗ 15 лет, хотя аналогичный импортный пришлось заменить уже через 3 года работы.
В 2014 году заводом выпущены первые опытно-промышленные партии катализаторов синтеза Фишера-Тропша, при этом завод стал единственным в России предприятием, способным выпускать в промышленных масштабах подобные катализаторы, что позволит компании Роснефть реализовать к 2018 году проект по созданию первой в России опытно-промышленной установки GTL (газ в жидкость) на площадке Новокуйбышевском НПЗ.
В 2016 году на заводе было запущено производство катализаторов мощностью 600 тонн в год, полностью закрывшее потребности российской нефтепереработки и заместившее импортные поставки.

## Руководители
- Бочаров Иван Васильевич — директор (1952 — январь 1956)
- Брикенштейн Хаим Аронович — директор (январь 1956 — 1958)
- Зеленцов Юрий Никифорович — директор (1990 — июнь 1997)
- Зеленцов Юрий Никифорович — генеральный директор (июнь 1997 — сентябрь 2003)
- Резниченко Ирина Дмитриевна — управляющий (генеральный директор) (сентябрь 2003 — май 2007)
- Резниченко Ирина Дмитриевна — генеральный директор (май 2007 — июнь 2014)
- Томин Виктор Петрович — генеральный директор (июнь 2014 — июль 2020)
- Трофимов Александр Викторович - и.о. генерального директора (июль 2020 - октябрь 2022)
- Кривых Дмитрий Викторович - генеральный директор (октябрь 2022 - апрель 2024)
- Шапоренко Александр Петрович - генеральный директор (апрель 2024 - настоящее время)